# Bo Orrsveden
Bo Orrsveden, född den 27 april 1959 i Järfälla, var en svensk friidrottare (långdistanslöpare). Han tränade i Duvbo IK och därefter tävlade han för IFK Lidingö. 